# Angaur
Angaur – wyspa położona w zachodniej części Oceanu Spokojnego, należąca do państwa Palau. Stanowi ona jeden z 16 stanów Palau, leży najdalej na południowy zachód w głównej grupie wysp. Stolicą jest wieś Ngeremasch.
Powierzchnia wyspy wynosi 8 km², w 2012 roku zamieszkiwało ją 130 osób, w tym 119 Palauan, prócz tego Filipińczycy i Amerykanie. Wśród mieszkańców w wieku powyżej 10 lat nie występuje analfabetyzm, większość umie się porozumiewać w języku palau i po angielsku, urzędowym językiem wyspy jest również japoński. W porównaniu z rokiem 2005 populacja znacznie spadła, o ponad 59%. Domy na Angaurze są zelektryfikowane, lecz nie mają dostępu do kanalizacji.
W tym niewielkim kraju każdy ze stanów ma swoją konstytucję. W konstytucji stanu Angaur, w artykule XII wymienione są trzy języki urzędowe tego stanu: palau, angielski, japoński. Jest to jedyny przypadek na świecie, gdzie w ustawie zasadniczej wymieniono język japoński jako urzędowy, a nie ma tego nawet w Japonii. Ministerstwo Spraw Zagranicznych Japonii w „wizytówce” Palau wymienia jedynie języki: palau i angielski.
Nauczanie języka japońskiego w Palau rozpoczęło się w 1914 r., gdy Japończycy przejęli wyspy. W przeciwieństwie do Japończyków ani Hiszpanie, ani Niemcy nie stworzyli kompleksowego systemu szkolnego dla mieszkańców, chociaż misjonarze założyli kilka szkół. Edukacja w języku japońskim trwała do końca II wojny światowej.

## Galeria

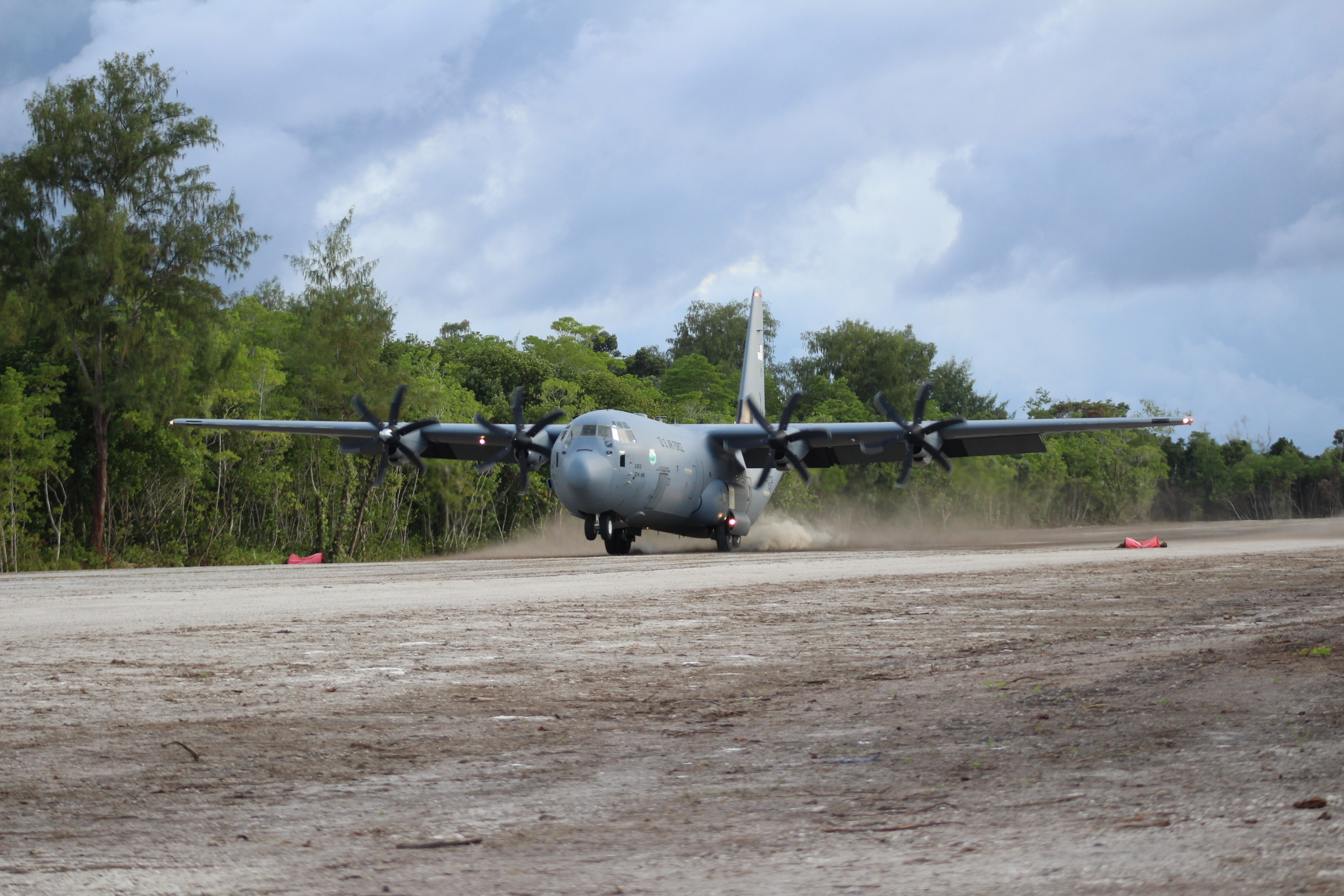
Lotnisko w Angaur
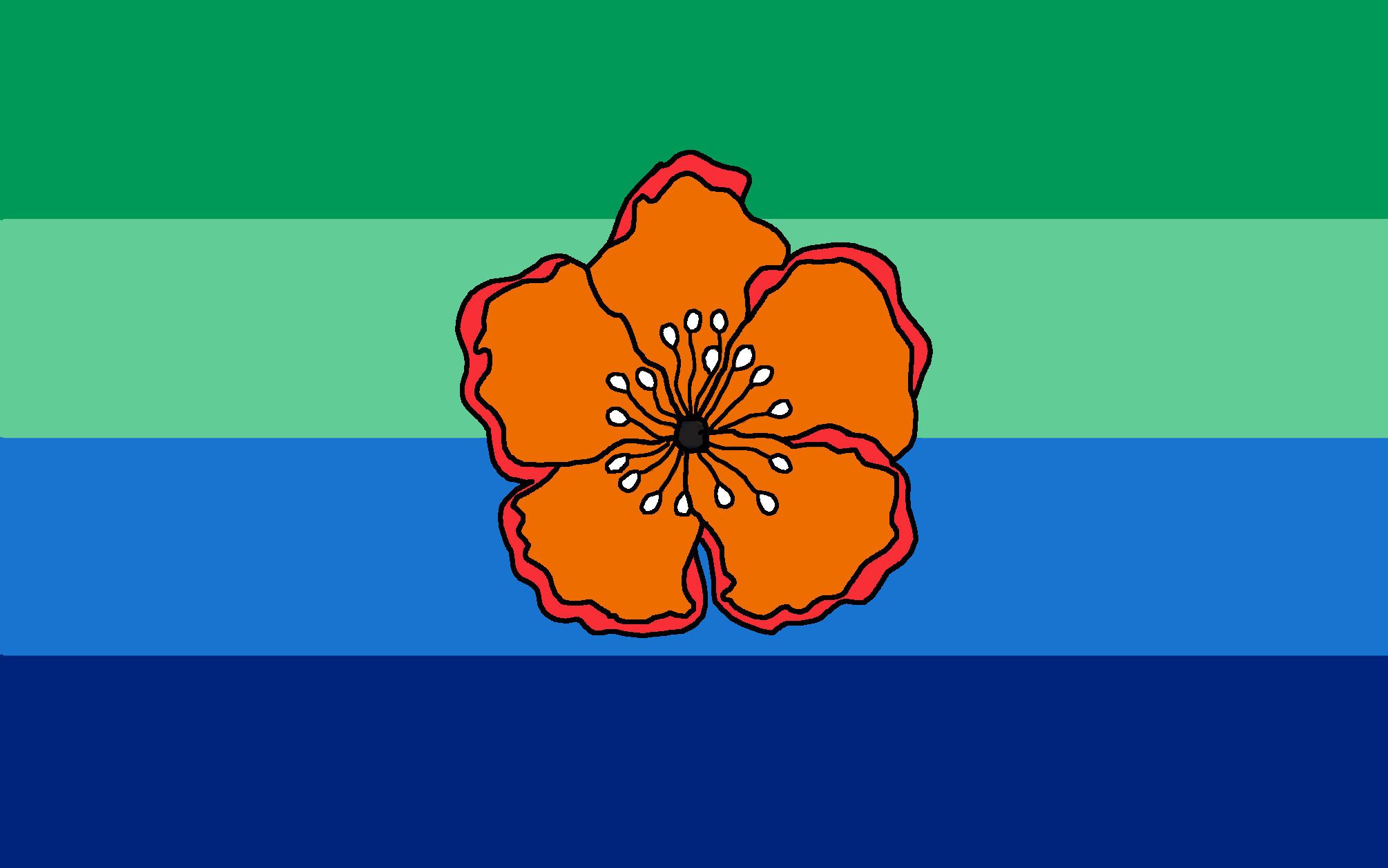
Flaga stanu Angaur